# Vestistilus ancora
Vestistilus ancora är en insektsart som beskrevs av Ball. Vestistilus ancora ingår i släktet Vestistilus och familjen hornstritar. Inga underarter finns listade i Catalogue of Life.